# Igor
Igor ist ein männlicher Vorname und eine Namensvariante von Ingvar (skandinavisch), der von den skandinavischen, hauptsächlich schwedischen Warägern ungefähr im 9. Jahrhundert in die Rus gebracht wurde.
Der erste Teil des Namens entstammt dem Proto-Nordgermanischen *Ing(w)ia (Ingi-), einem Beinamen des Gottes Freyr; der zweite Wortstamm bedeutet *Harjaz (Krieger) oder *Warjaz (Verteidiger). Igor bedeutet damit entweder Freyrs Krieger, Freyrs Verteidiger oder Gotteskrieger, wobei Freyr als Gott des Himmelslichtes, der Wärme, des Friedens, seltener als Fruchtbarkeitsgott stand.
Heute ist der Name durch seine russische Variante Igor bekannt. Unter anderem wurde er durch Borodins Oper »Fürst Igor« im deutschen Sprachraum verbreitet. Darüber hinaus ist der Name auf dem Balkan verbreitet.
Igorewitsch (männlich) und Igorewna (weiblich) sind im Russischen die Patronyme zu Igor (bzw. ähnliche Formen in anderen slawischen Sprachen).
Namenstag ist der 18. Juni und 19. September.

## Varianten
Im Ukrainischen wird der Name als Ihor und im Belarussischen als Ihar ausgesprochen. Die litauische Form des Namens ist Igoris.

## Bekannte Namensträger
- Fürst Igor († 945), der Sohn Rjuriks, Herrscher der Kiewer Rus

- Igor Akinfejew (* 1986), russischer Fußballspieler
- Igor Angelovski (* 1976), ehemaliger mazedonischer Fußballtrainer und -spieler
- Igor Astarloa (* 1976), spanischer Radrennfahrer
- Igor Bišćan (* 1978), kroatischer Fußballspieler und -trainer
- Igor Bondarewski (1913–1979), sowjetischer Schachspieler
- Igor Glek (* 1961), russisch-deutscher Schachspieler
- Igor Gomes (* 1999), brasilianischer Fußballspieler
- Igor Iwanow (1947–2005), russisch-kanadischer Schachspieler
- Igor Jeftić (* 1971), deutscher Schauspieler
- Igor Khenkin (* 1968), russisch-deutscher Schachspieler
- Igor Kurganow (* 1988), russisch-deutscher Pokerspieler
- Igor Kurnossow (1985–2013), russischer Schachspieler
- Igor Levit (* 1987), deutsch-russischer Pianist
- Igor Lintz Maués (* 1955), brasilianisch-österreichischer Komponist und Klangkünstler
- Igor Lyssy (* 1987), russischer Schachspieler
- Igor Miladinović (* 1974), serbischer Schachspieler
- Igor Nikulin (1960–2021), russischer Hammerwerfer
- Igor Oistrach (1931–2021), russischer Violinist
- Igor Olshansky (* 1982), US-amerikanischer American-Football-Spieler ukrainischer Abstammung
- Igor Rausis (1961–2024), tschechischer Schachspieler
- Igor Saizew (* 1938), russischer Schachspieler
- Igor Julio dos Santos de Paulo (* 1998), brasilianischer Fußballspieler, genannt Igor
- Igor Sekić (* 1981), kroatisch-österreichischer Fußballspieler
- Igor Sikorski (1889–1972), russischer Luftfahrtpionier
- Igor Smolnikow (* 1988), russischer Fußballspieler
- Igor Spallati (* 1985), italienischer Jazzmusiker
- Igor Štohl (* 1964), slowakischer Schachspieler
- Igor Strawinsky (1882–1971), russischer Komponist
- Igor Teplyi (* 1986), dänischer Schachspieler
- Igor Trubezkoi (1912–2008), französischer Sportler russischer Abstammung
- Igor Tudor (* 1978), kroatischer Fußballspieler und -trainer
- Igor Vori (* 1980), kroatischer Handballspieler und -trainer

### Kunstfiguren
- Igor (auch Ygor) ist der (von der Filmindustrie erfundene) bucklige Gehilfe des Dr. Frankenstein.
- In Anlehnung an Frankensteins Igor benannte Terry Pratchett in seinen Scheibenwelt-Romanen eine Spezies Igor, die zumeist im „Gesundheitssystem“ arbeiten.
- Igor ist ein amerikanischer Animationsfilm von 2008, indem es auch um die buckligen Gehilfen von (verrückten) Wissenschaftlern geht.

### Stürme
- Der Hurrikan Igor trat im September 2010 im Atlantik auf und erreichte die Kategorie 4 der Saffir-Simpson-Hurrikan-Windskala.

### Musikalben
- Igor, ist ein Album des US-amerikanischen Rappers Tyler, the Creator, das er im Jahr 2019 veröffentlichte.

### Opern
- Fürst Igor, Oper von Alexander Borodin